# Watkins (Colorado)
Watkins è un centro abitato (town) degli Stati Uniti d'America, ubicato nella contea di Arapahoe dello Stato del Colorado. Situato a breve distanza da Denver, Watkins si estende sulla Highway 70.